# 벨루 몬치 댐

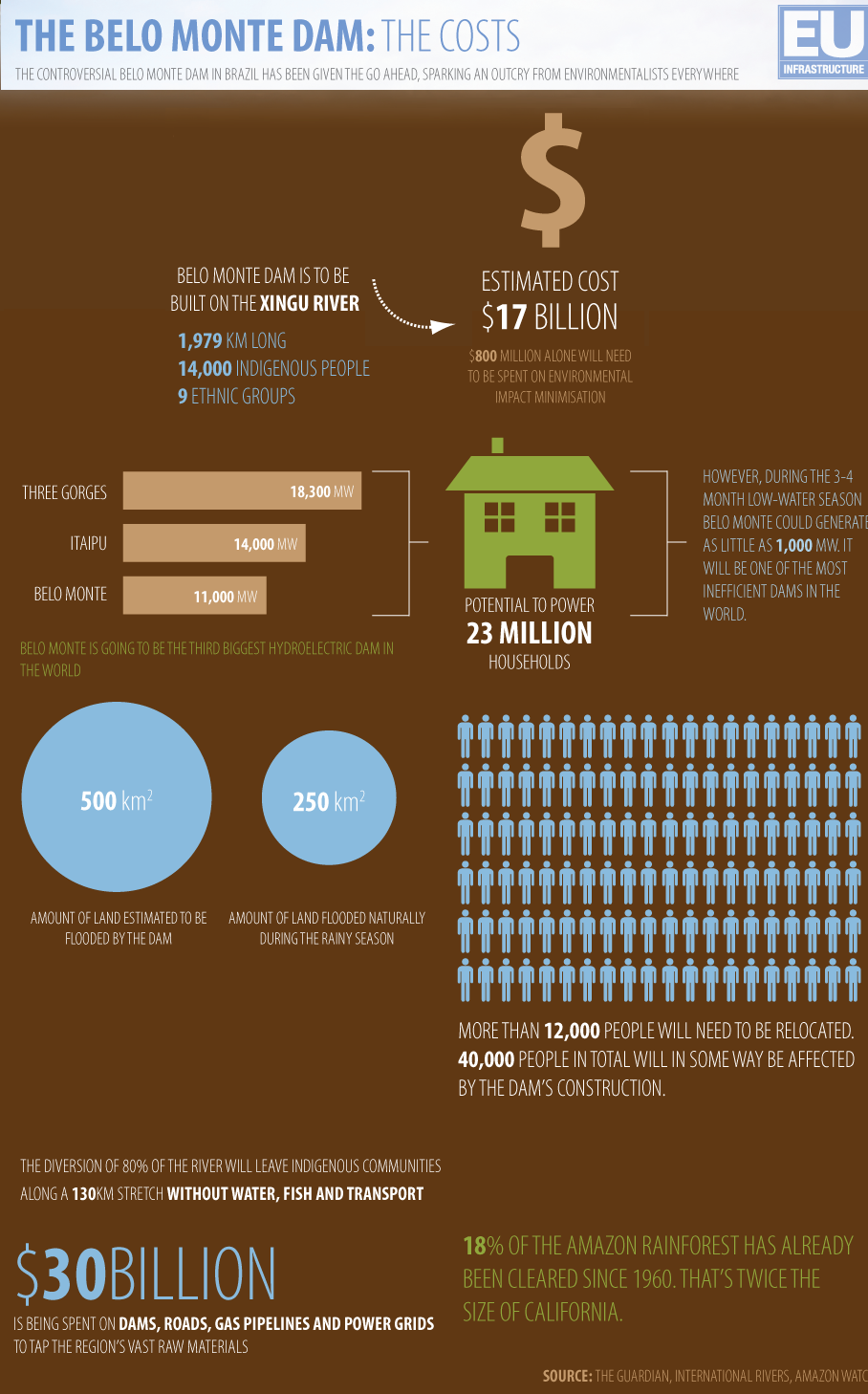
벨루몬치 댐 비용에 대한 인포그래픽

벨루몬치 댐(이전 이름 카라라오)은 싱구강 북부, 파라주, 브라질에 위치한 수력 발전 댐 단지이다. 2019년 11월 18번째 터빈 설치로 완공된 이 댐 단지의 설치 용량은 11,233 메가와트(MW)이며, 이는 브라질에서 두 번째로 큰 수력 발전 댐 단지이자 세계에서 다섯 번째로 큰 댐이다. 설치 용량 기준으로 싼샤 댐, 바이허탄 댐, 시루오두 댐(중국)과 브라질-파라과이의 이타이푸 댐에 뒤를 잇는다. 강 수위의 변동을 고려할 때, 벨루몬치 댐의 최소 보장 발전 용량은 4,571 MW로 최대 용량의 39%에 불과하다.
지난 10년간 브라질의 급속한 경제 성장은 특히 성장하는 산업에 에너지를 공급하기 위한 새롭고 안정적인 에너지원에 대한 엄청난 수요를 야기했다. 브라질에서는 수력 발전소가 전력 에너지의 66% 이상을 생산한다. 정부는 국가 에너지 안보를 보장하기 위해 새로운 수력 발전 댐을 건설하기로 결정했다.
그러나 경제적 타당성, 댐의 발전 효율성, 특히 지역 주민과 환경에 미치는 영향과 관련하여 브라질 내부와 국제 사회 모두에서 프로젝트 건설에 대한 반대가 있었다. 또한 비평가들은 벨루몬치 댐 건설이 더 큰 영향을 미칠 수 있는 상류의 다른 댐 건설을 더 실현 가능하게 만들 수 있다고 우려한다.
댐 건설 계획은 1975년에 시작되었지만 논란으로 인해 곧 보류되었다. 이후 1990년대 후반에 다시 활성화되었다. 2000년대에 댐은 재설계되었지만, 새로운 논란에 직면했고 논란이 많은 환경 영향 평가가 수행되었다. 2010년 8월 26일, 브라질 환경 재생 천연자원 연구소 (IBAMA)가 설치 허가를 발행하자마자 댐을 건설하기 위한 노르테 에네르지아와의 계약이 체결되었다. 부분 설치 허가는 2011년 1월 26일에 부여되었고, 댐 건설을 위한 완전한 허가는 2011년 6월 1일에 발행되었다. 허가 과정과 댐 건설은 연방 법원 소송에 휘말렸다. 현재 판결은 허가가 5가지 다른 환경 기술 보고서를 기반으로 하므로 건설이 허용된다는 것이다. 이는 벨루몬치에 대한 RIMA (환경 영향 보고서, EIA-RIMA) 연구와 일치한다.
첫 터빈은 2016년 5월 5일에 가동되었다. 2019년 10월 현재 피멘탈의 모든 터빈과 주 발전소의 17개 터빈이 가동 중이며, 벨루몬치 현장의 총 설치 용량은 10,388.87 MW이고, 피멘탈 현장을 포함하면 총 10,621.97 MW이다. 발전소는 2019년 11월에 완공되었다.

## 역사
현재 벨루몬치 댐 단지로 불리는 계획은 1975년 브라질 군사 독재 시절에 시작되었으며, 당시 일레트로노르테는 싱구강의 수력 발전 프로젝트 잠재적 위치를 찾기 위한 수문학 조사 연구를 수행하기 위해 콘소르시오 나시오날 데 엔헤녜이루스 콘술토레스(CNEC)와 계약했다. CNEC는 1979년 연구를 완료했으며 싱구강에 5개의 댐과 이리리강에 1개의 댐을 건설할 가능성을 확인했다.
1979년 연구를 기반으로 한 프로젝트의 원래 계획에는 벨루몬치 근처에 두 개의 댐이 포함되었다. 이들은 카라라오(1989년 이후 벨루몬치로 불림)와 바바콰라(1998년 이후 알타미라로 불림)였으며, 바바콰라는 다음 상류에 위치했다. 이 외에도 이픽수나, 카크라이모로, 이리리, 자리나 등 4개의 댐이 상류에 계획되었다. 이 프로젝트는 2010년까지 브라질에 297개의 댐을 건설할 계획을 포함한 일레트로브라스의 "2010년 계획"의 일부였다. 이 계획은 조기에 유출되었고 1987년 12월에 적대적인 대중에게 공식적으로 발표되었다. 이 계획에는 벨루몬치가 2000년까지, 알타미라가 2005년까지 건설되는 것으로 되어 있었다. 이러한 빠른 일정은 브라질의 비교적 새로운 환경 규제가 대규모 프로젝트를 막을 수 없을 것이라는 믿음 때문이었다. 정부는 수력 발전 프로젝트 계획에 대해 영향을 받을 사람들에게 투명성을 거의 제공하지 않았고, 이로 인해 지역 원주민 부족들은 1989년에 "싱구 원주민 국가들의 첫 만남" 또는 "알타미라 모임"이라고 부르는 행사를 조직하게 되었다. 당시 기술자 호세 안토니오 무니즈 로페스의 얼굴에 마체테를 든 원주민 여성 지도자 투이라가 상징하는 이 만남은 6개 댐 계획에 대해 브라질과 국제적으로 엄청난 반향을 일으켰다. 그 결과, 벨루몬치 위에 계획되었던 5개의 댐은 계획에서 제외되었고, 그 부족의 요청에 따라 카라라오는 벨루몬치로 이름이 변경되었다. 일레트로노르테는 또한 "수위를 다시 측정할 것"이라고 발표했는데, 이는 강에 있는 댐들을 다시 측정한다는 의미였다.

### 재설계
1989년에서 2002년 사이에 벨루몬치 프로젝트가 재설계되었다. 댐을 상류로 더 이동시켜 저수지의 표면적을 1,225 km2 (473 mi2)에서 440 km2 (170 mi2)로 줄였다. 이는 바카자 원주민 지역의 범람을 줄이는 것이 주된 이유였다. 1998년, 바바콰라 댐은 알타미라 댐이라는 새로운 이름으로 다시 계획에 포함되었다. 이는 벨루몬치 상류 댐 계획이 취소되었다고 생각했던 지역 지도자들을 놀라게 했다. 브라질의 일부 관리들은 평균 유량이 7,800 m3/s (275,454 cu ft/s)이고 낙차가 87.5 m (287 ft)인 강에 댐을 건설하기로 결심했다. 한 엔지니어는 댐에 대해 다음과 같이 말했다. "신은 벨루몬치와 같은 장소를 아주 가끔 만듭니다. 이 곳은 댐을 위해 만들어졌습니다." 일레트로노르테의 사장 호세 무니즈 로페스(José Muniz Lopes)는 오 리베랄(O Liberal) 신문과의 인터뷰에서 (벨루몬치 엔투시아스마 아 일레트로노르테 포르 소니아 자게토, 2001년 7월 15일) 다음과 같이 단언했다. 
"2010/2020년 기간의 전력 부문 계획에서 우리는 세 개의 댐(토칸칭스 강 마라바, 싱구 강 알타미라(이전 바바콰라), 상루이스 두 타파조스 이타이투바)을 검토하고 있습니다. 일부 언론인들은 우리가 이 댐들에 대해 이야기하지 않는다고 말하는데, 이는 우리가 댐들을 숨기려고 하는 것이 아닙니다. 아직 때가 오지 않았을 뿐입니다. 우리는 이제 이 댐들에 대한 연구를 강화할 허가를 요청하고 있습니다. 벨루몬치에 이어 마라바, 그리고 알타미라와 이타이투바를 건설할 수 있다면 브라질은 큰 이익을 얻을 것입니다."

### 두 번째 연구
2002년, 일레트로노르테는 벨루몬치 댐 단지에 대한 새로운 환경 영향 평가를 제출했는데, 여기에는 세 가지 대안이 제시되었다. 대안 A에는 1975년에 계획되었던 6개의 원래 댐이 포함되었다. 대안 B에는 댐 수가 4개로 줄어들고 자리나와 이리리가 제외되었다. 대안 C에는 벨루몬치만 건설하는 것으로 줄어들었다. 새로운 환경 영향 평가에는 저수지 크기 축소와 1975년 계획의 특징인 대규모 저수지와는 대조적으로 흐름식 모델의 도입이 포함되었다.
또한 2002년에 노동자당의 지도자 루이스 이나시우 룰라 다 시우바는 1989년, 1994년, 1998년의 실패적인 선거 운동 끝에 대통령 선거에서 승리했다. 룰라는 곧 2003년에 중도 및 우익 세력, 특히 PMDB의 마라냥 주 전 대통령 조제 사르네이와 정치적 거래를 성사시켰는데, 이는 룰라 행정부 두 번의 임기를 특징짓는 전례를 만들었다. 즉, 시장과 국가 간의 협력, 자유 시장 경제와 대규모 사회 지출 및 복지의 결합이었다. 이러한 경제 모델은 벨루몬치 건설을 위한 새로운 노력에 대한 합리적인 근거와 재정 지원을 제공했다. 2007년, 룰라의 두 번째 임기가 시작될 무렵, 새로운 국가 투자 프로그램인 성장 가속화 프로그램이 도입되었다. 벨루몬치 댐 단지는 새로운 투자 계획의 핵심 프로젝트로 부상했다.
2008년, 일레트로브라스가 오데브레히트, 카마르구 코헤아, 안드라지 구티에레스와 공동으로 작성한 새로운 환경 영향 평가가 발표되었으며, 이는 대안 C 또는 벨루몬치 댐 자체의 건설만을 공식적으로 수용했다. 이 평가에서는 추가적인 설계 변경 사항도 제시되었다. 브라질 헌법에서 허용되지 않는 원주민 영토 침수를 피하기 위해 새로운 설계에는 두 개의 운하를 포함하여 물을 원주민 영토에서 돌려 저수조 도스 카나이스(운하 저수지)로 유입시켰다. 추가적으로 저수조 다 칼라 두 싱구(싱구강 바닥 저수지)가 생성될 예정이며, 벨루몬치(11,000 MW)라는 주 발전소, 피멘탈(233 MW)이라는 보조 발전소, 벨라 비스타 댐(벨루몬치 댐 동쪽 경계에 위치)이라는 보조 물넘이를 사용하여 두 저수지에서 전기를 생산할 것이다. 도스 카나이스 저수조는 10개 이상의 대규모 제방으로 유지되며, 저수지에서 나오는 물은 주 발전소로 연결될 것이다.
그러나 정부 계획의 투명성이 다시 문제가 되었고, 이로 인해 지역 원주민 부족들은 2008년 5월 20일 파라 주 알타미라 시에서 제2차 싱구 인민 회의라는 또 다른 대규모 회의를 조직하게 되었다.

### 첫 번째 허가 부여
2010년 2월, 브라질 환경청인 IBAMA는 브라질 법규에 따라 개발 프로젝트에 필요한 세 가지 허가 중 하나인 임시 환경 허가를 부여했다. 이 임시 허가는 2008년 환경 영향 평가를 승인하고 2010년 4월에 프로젝트 경매가 진행될 수 있도록 허용했다.
2010년 4월, 오데브레히트, 카마르구 코헤아, CPFL 에너지아는 정부가 책정한 인위적으로 낮은 경매 가격(R$83/US$47)이 투자에 대한 경제적 수익성이 없다고 주장하며 프로젝트 입찰에서 철수했다. 2010년 4월 20일, 노르테 에네르지아 컨소시엄은 R$83/MWh의 상한선보다 거의 6% 낮은 R$77.97/MWh로 입찰하여 프로젝트 경매에서 승리했다. 경매 후, 프로젝트 현장 주변의 지역 지도자들은 임박한 폭력을 경고했다. 카야포족 지도자 라오니 메툭티레는 "백인이 다시 우리 땅에 간섭할 수 없도록 전쟁이 있을 것이다"라고 말했다. 캐나다의 영화 감독 제임스 카메론도 경매 전에 현장을 방문하여 반벨루몬치 댐 영화인 '판도라로부터의 메시지'를 제작할 것이라고 밝혔고, 이 영화는 11월에 개봉되었다.

2010년 4월, 브라질 연방 검찰총장실은 위헌 주장을 근거로 프로젝트 입찰을 중단하고 임시 환경 허가를 취소했다. 특히 연방 헌법 제176조는 "큰 굽이"(Volta Grande) 지역과 같이 원주민 영토에서 이러한 활동이 발생할 경우 연방 법률이 광물 및 수력 발전 추출 조건을 결정해야 한다고 명시하고 있다. 그 결과, 전력 회사 ANEEL은 프로젝트 경매를 취소했다. 같은 날, 제1지역 항소 법원은 검찰총장의 중단 조치를 철회하고 ANEEL에서 프로젝트 경매를 복원했다.
2010년 8월 26일, 루이스 이나시우 룰라 다 시우바 대통령은 브라질리아에서 열린 기념식에서 노르테 에네르지아와 계약을 체결했다. 벨루몬치 댐 단지 건설은 IBAMA가 연방에서 요구하는 두 번째 환경 허가인 설치 허가를 부여할 때까지 허용되지 않았다. 설치 허가는 노르테 에네르지아가 첫 번째 임시 환경 허가 조건인 40가지 사회-환경 완화 조건을 충족했다는 논쟁의 여지가 없는 증거를 제시했을 때만 부여될 예정이었다. 2010년 10월 IBAMA 보고서에 따르면, 최소 23가지 조건이 충족되지 않았다. 보고서에 따르면 2011년 1월 14일, FUNAI(국립 인디언 재단) 직원들이 IBAMA에 프로젝트 위치, 보호 구역 토지에 미치는 영향, 특히 파키삼바 원주민들의 필요에 대한 관심 부족에 대한 우려를 표명하며, 어떠한 운영 허가에도 반대할 것을 권고하는 보고서를 보냈다. 이 보고서에도 불구하고 FUNAI 고위 경영진은 2011년 1월 21일 IBAMA에 제한적인 건설 허가 발급에 반대하지 않는다는 서신을 보냈다.
2011년 1월 26일, IBAMA는 노르테 에네르지아에 벌목, 용이 구역 건설, 장비 및 기계 운송을 위한 기존 도로 개선을 포함한 초기 건설 활동만 시작하도록 부분 설치 허가를 부여했다. 2011년 2월, 노르테 에네르지아는 발전 및 관련 장비의 설계, 생산, 설치 및 시운전을 위해 여러 공급업체와 계약을 체결했다. 2011년 6월 1일, IBAMA는 연구가 수행되고 컨소시엄이 사회 및 환경 문제 해결을 위해 19억 달러의 비용을 지불하는 데 동의한 후 댐 건설을 위한 완전한 허가를 부여했다. 남은 유일한 허가는 댐 발전소를 운영하기 위한 허가이다.

### 연방 법원 소송
2011년 2월 25일, 연방 공공 검찰은 벨루몬치 댐에 대해 11번째 소송을 제기하며, 브라질 헌법이 부분적인 프로젝트 허가를 허용하지 않는다는 이유로 IBAMA의 부분 설치 허가를 중단시켰다. 연방 공공 검찰은 또한 2010년 2월 IBAMA의 임시 허가에 연결된 40가지 사회 및 환경 조건이 아직 충족되지 않았으며, 이는 완전한 설치 허가 부여의 전제 조건이라고 주장했다. 2011년 2월 25일, 브라질 연방 판사 호날도 데스테호는 환경 문제를 이유로 프로젝트를 중단시켰다. 이는 브라질 역사상 가장 큰 공개 청문회였다. 이 판결은 가디언지에 의해 "심각한 차질"로 묘사되었다. 연방 지역 법원장 올린도 메네제스는 2011년 3월 3일, 예비 작업을 시작하기 위해 모든 조건이 충족될 필요는 없다고 말하며 이 결정을 뒤집었다. 건설 현장 준비는 결정 후 일주일 만에 시작되었다. 그러나 9월 28일, 지역 어부들에 대한 우려로 인해 연방 판사는 노르테 에네르지아에게 "항구를 건설하거나 폭발물을 사용하거나 제방을 설치하거나 운하를 건설하거나 싱구강의 자연적인 흐름을 방해하여 지역 어류 자원에 영향을 미치는 기타 모든 기반 시설 작업을" 금지했다. 11월 9일, 연방 판사 마리아 두 카르모 카르도주가 원주민에게는 작업 승인 전에 법적으로 상담할 필요가 없다고 판결하면서 건설이 다시 허용되었다. 이 판결은 연방최고법원에 상고될 것으로 예상된다.Ministério Público de Federal (27 January 2012). "Embargos de declaracao proceso Belo Monte" (in Portuguese) (PDF). Retrieved 5 May 2012.</ref>
2012년 4월 25일, 지역 법원은 다가오는 직원 파업을 불법으로 판결했다. 노동자들은 더 나은 임금과 추가 휴가를 요구하고 있었다. 그러나 법원에 따르면 계약업체는 계약 조건을 위반하지 않았으며, 따라서 직원들이 출근하지 않으면 하루에 20만 레알(미화 106,000 달러)의 벌금을 부과할 것이다.
2012년 8월 14일, 브라질 연방 법원의 명령으로 댐 건설이 중단되었다. 연방 판사 수자 프루덴테가 아마존의 논란 많은 벨루몬치 댐 건설을 중단시키면서, 원주민들과 협의하지 않았다고 밝혔다. 연방최고법원은 8월 28일 이 결정을 뒤집고 건설 재개를 명령했다.
2016년 1월, 연방 법원은 인권 침해 혐의로 댐의 운영 허가를 중단시켰던 하급 법원의 판결을 뒤집었다. 하급 법원의 중단은 인권 침해 혐의 때문이었다.

## 설계

댐 단지 개요

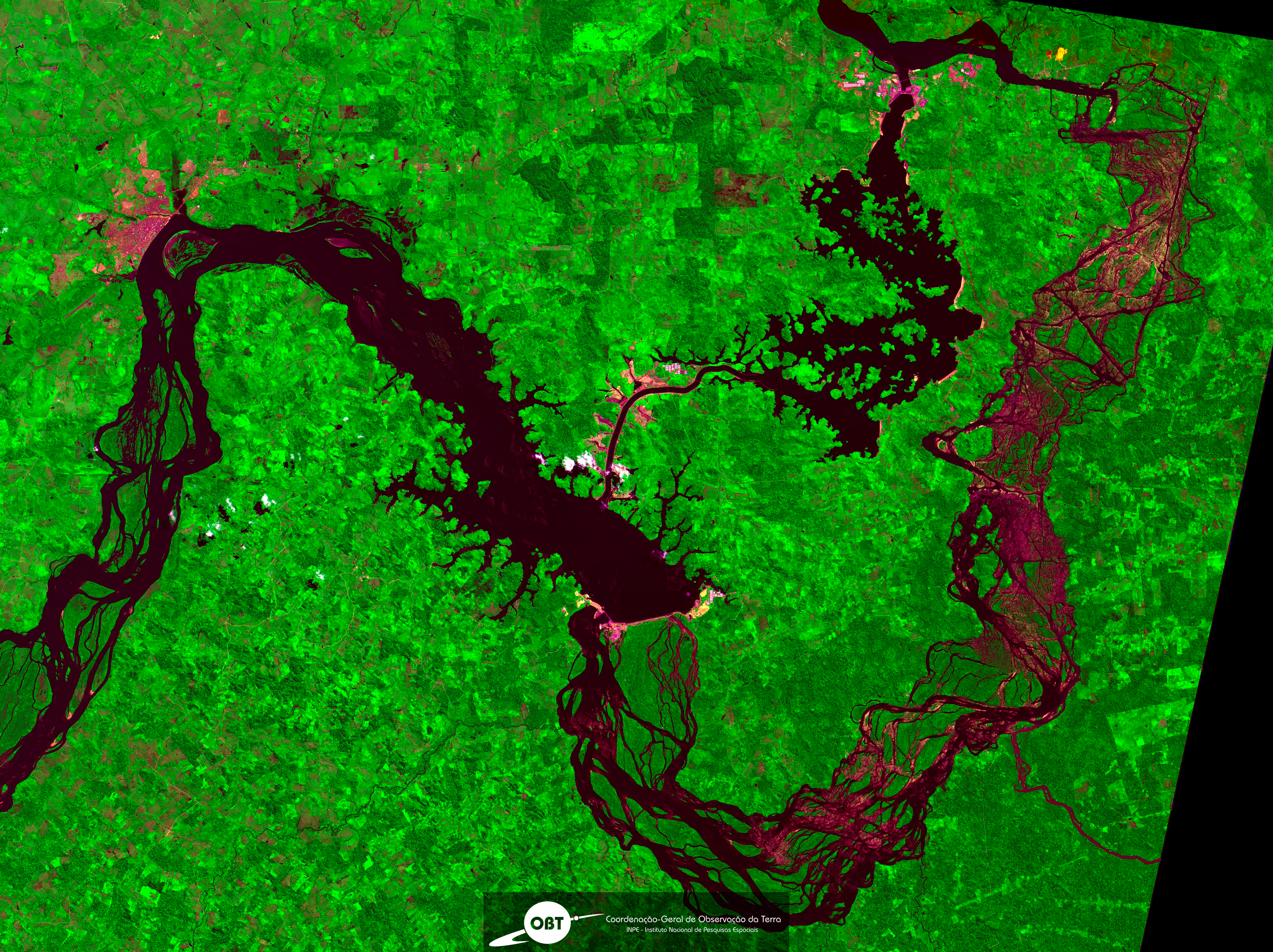
싱구강의 큰 굽이(볼타 그란데),
벨루몬치 저수지가 안에 있고, 댐은 위에 있다

벨루몬치 댐(AHE 벨루몬치)은 두 개의 다른 발전소에 물을 공급하기 위한 세 개의 댐, 수많은 제방, 그리고 일련의 운하로 이루어진 복합 단지이다. 싱구강의 피멘탈 댐(남위 3° 27′ 33″ 서경 51° 57′ 31″ / 남위 3.45917°  서경 51.95861° )은 36 미터 (118 ft) 높이, 6,248 미터 (20,499 ft) 길이, 그리고 4,768,000 세제곱미터 (168,400,000 cu ft)의 구조 부피를 가질 것이다. 이 댐은 칼랴 두 싱구 저수지를 생성할 것이며, 이 저수지는 2,069,000,000 세제곱미터 (1,677,000 acre·ft)의 정상 용량과 333 제곱킬로미터 (129 mi2)의 표면적을 가질 것이다. 이 댐은 발전소를 지탱하며, 그 물넘이는 17개의 수문과 47,400 cubic metres per second (1,673,915 cu ft/s)의 최대 방류량을 가진 단지의 주요 물넘이 역할을 할 것이다. 댐의 저수지는 또한 두 개의 12 km (7 mi) 길이의 운하로 물을 전환할 것이다. 이 운하들은 주 댐인 벨루몬치(남위 3° 06′ 44″ 서경 51° 48′ 56″ / 남위 3.11222°  서경 51.81556° ), 저수지 주변에 있는 28개의 제방, 그리고 도스 카나이스 저수지의 동쪽 경계에 있는 벨라 비스타 댐(남위 3° 19′ 46″ 서경 51° 47′ 27″ / 남위 3.32944°  서경 51.79083° )에 의해 "큰 굽이" 안에 생성된 도스 카나이스 저수지로 물을 공급할 것이다. 벨루몬치 댐은 단지의 주요 발전소를 지탱할 것이다. 발전소에는 550 MW(최대 560 MW)로 명시된 20개의 수직 프랜시스수차가 설치될 예정이었다. 각 터빈에 물을 공급하는 것은 113-미터-long (371 ft), 11.2 미터 (37 ft) 직경의 수압관이며, 평균 89.3 미터 (293 ft)의 수두를 제공한다. 피멘탈 댐의 발전소에는 각각 25.9 MW 정격 및 13.1 미터 (43 ft)의 수두를 가진 7개의 카플란 전구형 수차가 설치될 예정이었다. 나중에 더 강력한 장치를 사용하여 유닛 수가 줄어들었다 (다음 섹션 참조).
벨루몬치 댐은 높이 90 미터 (300 ft), 길이 3,545 미터 (11,631 ft)이며, 구조 부피(제방 포함)는 25,356,000 세제곱미터 (895,400,000 cu ft)이다. 반면 벨라 비스타는 높이 33 미터 (108 ft), 길이 351 미터 (1,152 ft)이며, 구조 부피는 239,500 세제곱미터 (8,460,000 cu ft)이다. 도스 카나이스 저수지는 정상 용량이 1,889,000,000 세제곱미터 (1,531,000 acre·ft), 정상 표면적이 108 제곱킬로미터 (42 mi2), 그리고 정상 해발 고도가 97 미터 (318 ft)이다. 단지의 보조 물넘이 역할을 하는 벨라 비스타 댐은 14,600 cubic metres per second (520,000 cu ft/s)의 최대 방류 용량을 가질 것이다.

### 설계 결함
2019년 11월 댐의 마지막(18번째) 터빈 설치 직전, 당시 낮은 수위로 인해 댐 벽의 보호되지 않은 부분이 파도에 노출되어 댐의 치명적인 파손이 가능성이 있음이 밝혀졌다. 2019년 10월 11일 노르테 에네르지아 보고서에서, 회사 CEO는 위험할 정도로 낮은 95.2미터 수위를 보충하기 위해 중간 저수지에서 더 많은 물을 요청했다.

### 발전 및 배전
벨루몬치 발전 단지의 계획된 용량은 11,233 MW이다. 이는 주 벨루몬치 댐과 11,000 MW의 설치 용량을 가진 터빈 하우스로 구성된다. 또한 터빈 하우스를 포함하는 피멘탈 댐은 233.1 MW의 설치 용량을 가지며, 38.85 MW의 전구형 터빈을 포함한다. 발전 시설은 각각 611.11 MW 용량의 18개 프랜시스수차를 가질 계획이다.
2011년 2월, 노르테 에네르지아는 다음 공급업체와 계약을 체결했다.
- IMPSA는 2015년 가을까지 2,500 MW의 전력을 공급할 4개의 프랜시스 터빈 발전 장치 설계 및 설치를 위해 4억 5천만 달러 규모의 계약을 체결했다.[48]
- 안드리츠 AG는 3개의 프랜시스 터빈과 6개의 전구형 터빈, 그리고 주 발전소용 14개의 여자기 시스템과 피멘탈 발전소용 추가 장비를 제공한다.[49]
- 알스톰은 이 시설을 위해 7개의 프랜시스 터빈과 14개의 가스 절연 변전소를 제공하는 6억 8,230만 달러 규모의 계약을 체결했다.[26]

### 용량
상파울루 주 환경부 장관이자 전 주 상수도 및 위생 공사 사베스프의 전 회장인 발터 코로나도 안투네스는 벨루몬치 댐 단지가 브라질 역사상 가장 비효율적인 수력 발전 프로젝트 중 하나가 될 것이라고 말했다. 이 프로젝트는 7월에서 10월 사이에 11,233 MW의 정격 용량 중 10%만 생산할 것이며(1,123 MW), 연중 평균 4,419 MW(즉, 39%의 설비 이용률)만을 생산할 것이라고 언급했다. 브라질 에너지 연구 회사(EPE) 사장에 따르면 39%는 브라질 평균 55%보다 "조금 낮은" 수준이다. 일반적으로 수력 발전소의 설비 이용률은 30%에서 80% 사이인 반면, 풍력 발전은 보통 20%에서 40% 사이이다. 일레트로브라스의 연구에 따르면, 용량이 줄어들더라도 벨루몬치는 여전히 파라 주 전체에 전기를 공급할 수 있는 능력을 가지고 있다고 한다.

### 가용성
비평가들은 브라질 정부가 연중 내내 물의 흐름을 보장하기 위해 상류에 추가 댐 저수지를 건설해야만 이 프로젝트가 재정적으로 타당할 것이라고 주장하며, 이는 발전의 가용성을 증가시킬 것이라고 말한다. 프로젝트 지지자들은 싱구강의 계절별 최소 유량이 다른 브라질 수력 발전소가 잘 공급될 때 발생하므로 추가 댐을 건설할 필요가 없다고 지적한다. 보도에 따르면 브라질 전력 정책 국가 위원회는 당시 룰라 대통령이 승인했던, 싱구강에 단 하나의 수력 발전 댐만 건설할 것이라는 결의안을 승인했다. 단 하나의 댐만으로는 비용 대비 편익 이점이 없다고 비평가들은 주장하며 정부의 단 하나만 건설하기로 한 결정에 의문을 제기한다.
추가적인 상류 댐들은 싱구 유역 전체에 걸쳐 25,000명의 원주민에게 직간접적으로 영향을 미칠 것이다. 특히 주목할 점은 알타미라(바바콰라) 댐으로, 원래 설계에 따르면 추가로 6,140 제곱킬로미터 (2,370 mi2)의 저수지를 침수시킬 것이다.

## 개발자
프로젝트는 노르테 에네르지아(Norte Energia)가 개발한다. 이 컨소시엄은 국영 전력 회사 일레트로브라스가 직접(15%) 그리고 자회사인 일레트로노르테(19.98%)와 CHESF(15%)를 통해 컨소시엄 지분의 49.98%를 통제한다.
2010년 7월, 연방 지주회사 일레트로브라스는 18개 파트너가 있으며 프로젝트에 대한 조정된 지분을 다음과 같이 보고했다.
- 일레트로노르테(일레트로브라스 자회사) – 19.98%
- 일레트로브라스, 국영 회사 – 15%
- CHESF(일레트로브라스 자회사) – 15%
- 볼차노 파르티시파소인베스트먼트 펀드 – 10%
- 가이아 에네르지아 이 파르티시파소이스 (베르틴 그룹) – 9%
- 카이사 피 세빅스 투자 펀드 – 5%
- 건설 회사 OAS – 2.51%
- 케이로스 갈방, 건설 회사 – 2.51%
- 푼세프 연금 펀드 – 2.5%
- 갈방 엔헤냐리아, 건설 회사 – 1.25%
- 콘테른 콘스트루소이스, 건설 회사 – 1.25%
- 세텐코 엔헤냐리아, 건설 회사 – 1.25%
- 멘데스 주니어, 건설 회사 – 1.25%
- 세르벵-시빌산, 건설 회사 – 1.25%
- J 말루셀리, 건설 회사 – 1%
- 시노브라스 – 1%
- J 말루셀리 에네르지아, 건설 회사 – 0.25%
- SEPCO1, 지멘스[56]

노르테 에네르지아 컨소시엄 건설 회사들은 원래 40%의 지분을 보유하고 있었다고 보고되었다.
2012년 4월, 노르테 에네르지아 S.A.와 ARCADIS 로고스(ARCADIS의 자회사)가 35% 지분을 보유하고 Themag, Concremat, ENGECORPS가 참여하는 컨소시엄 사이에 1억 4,600만 달러 규모의 계약이 체결되었다고 발표되었다. 이들은 프로젝트에 엔지니어링 서비스를 제공할 것이다.

## 경제
댐 단지는 160억 달러 이상이 소요될 것으로 예상되며, 송전선은 25억 달러가 들 것으로 예상된다. 이 프로젝트는 국영 전력 회사 일레트로노르테가 개발하며, 주로 브라질 개발 은행(BNDES)에서 자금을 조달할 것이다. 이 프로젝트에는 브라질 연금 기금인 페트로스, 프레비, 푼세프의 상당한 자금도 포함될 것이다. 프로젝트에 관심 있는 민간 투자자로는 광업 대기업 알코아와 발리 (벨루 선 금광과 같은 근처의 새로운 광산에 전력을 공급하기 위해), 건설 대기업 안드라지 구티에레스, 보토란팀, 그루포 OAS, 케이로스 갈방, 오데브레히트, 카마르구 코헤아, 그리고 에너지 회사인 GDF 수에즈와 네오에네르지아가 있다.
2006년, 보존 전략 기금(CSF)은 환경 비용을 제외하고 벨루몬치를 에너지 프로젝트로서 다양한 비용-편익 시나리오를 분석했다. 초기 편익은 미미한 것으로 나타났다. 모델링 시스템을 사용하여 에너지 편익을 시뮬레이션했을 때, 벨루몬치는 건기 발전용 물 저장을 위해 추가 상류 댐이 필요하다는 것이 명확해졌다. CSF는 벨루몬치가 제안된 알타미라(바바콰라) 댐 없이는 지속 가능하지 않을 것이라고 결론지었다. 이 댐은 원래 설계에 따르면 벨루몬치의 10배 이상 크기의 저수지를 가지며, 벨루몬치에 의해 침수되는 지역의 30배에 달하는 지역, 즉 아라웨테/이가라페 이픽수나, 코아티네모, 아라라, 카라라오, 그리고 카초에이라 세카 두 이리리 원주민들의 영토를 침수시킬 것이다.
프로젝트의 경제적 타당성 부족과 민간 투자자의 관심 부족으로 인해 정부는 연기금과 노동자 지원 기금에서 나오는 BNDES의 신용 대출에 의존하여 프로젝트 자금을 조달해야 했다. 이 기금은 공공 부채 상환에 중점을 둔다. 프로젝트의 공식 비용 중 최대 3분의 1은 공공 자금을 사용하는 인센티브를 통해 조달될 것이다.

### 대안
세계자연기금-브라질은 2007년에 보고서를 발표하여 브라질이 에너지 효율에 투자함으로써 2020년까지 예상 전력 수요를 40% 줄일 수 있다고 밝혔다. 절약된 전력은 벨루몬치 수력 발전소 14개에 해당하는 양이며, 총 330억 헤알(미화 190억 달러)의 국가 전력 절약을 가져올 것이다.
전 ANEEL 국장 아폰수 엔리케스 모레이라 산투스는 벨루몬치와 같은 대형 댐이 정부의 연간 6% 성장 목표를 달성하는 데 필수적이지 않다고 말했다. 오히려 그는 브라질이 현재 400MW에 불과한 풍력 발전의 설치 용량을 늘림으로써 성장할 수 있다고 주장했다.
그러나 2011년 6월에 발표된 리우데자네이루 연방 대학교의 연구는 이러한 대체 제안 중 일부를 비판하고 벨루몬치 댐 프로젝트를 옹호했다. 그들은 대체 에너지의 추정 비용과 비교했을 때 벨루몬치 댐이 경제적 및 사회-환경적 비용 면에서 더 저렴하다고 주장한다.

## 환경 영향

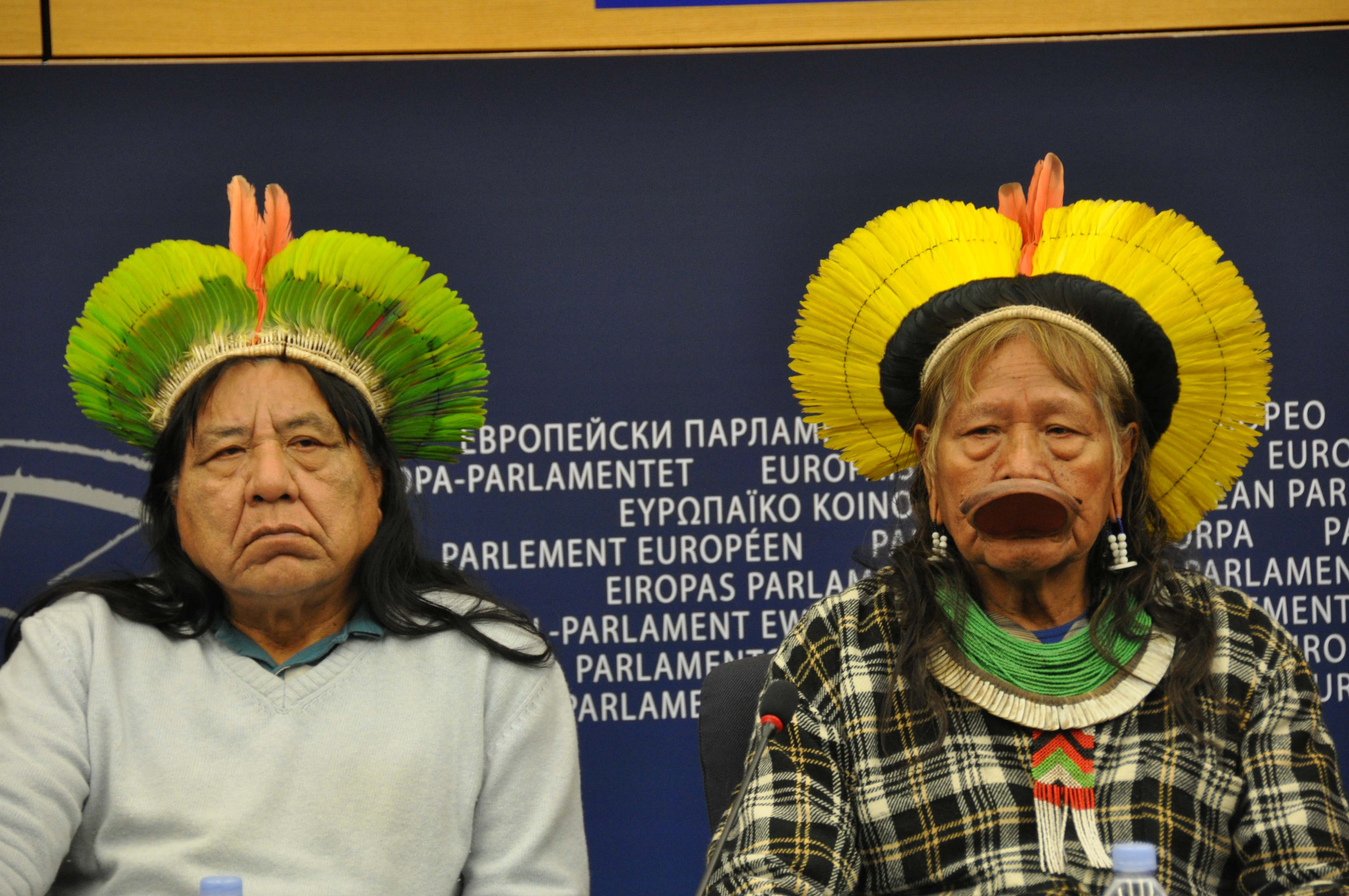
라오니 추장, 기자회견에서 벨루몬치 댐 반대

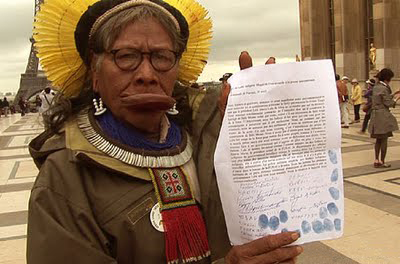
라오니 추장, 파리에서 벨루몬치 댐 반대 청원서와 함께.

이 프로젝트는 브라질의 원주민과 수많은 환경 단체, 그리고 전 세계의 단체와 개인들로부터 강력하게 비판받고 있다.
벨루몬치의 저수지 668 제곱킬로미터 (258 mi2)는 약 아마존 숲의 0.01%에 해당하는 400 제곱킬로미터 (150 mi2)의 숲을 침수시킬 것이다. 댐의 에너지 생산량에 비해 상대적으로 작은 면적이라고 주장되지만, 이 생산량은 댐 단지 내에 계획된 다른 댐들의 건설 없이는 완전히 얻을 수 없다. 벨루몬치 댐과 필수적인 알타미라 댐의 예상 저수지 면적은 합쳐서 6500 km2 이상의 열대우림을 초과할 것이다.
일레트로브라스, 오데브레히트, 카마르구 코헤아, 안드라지 구티에레스가 작성한 환경 영향 평가는 다음과 같은 잠재적인 부정적 영향을 나열했다.
- 동식물의 변화를 동반한 식생 및 자연 공간의 손실;
- 수질 및 수로, 어류 이동 경로의 변화;
- 싱구강 바닥의 물 공급이 7개월 동안 일시적으로 중단;

### 불완전한 환경 평가
2010년 2월, 브라질 환경청 IBAMA는 일레트로브라스, 오데브레히트, 카마르구 코헤아, 안드라지 구티에레스가 작성한 환경영향평가(EIA)의 불완전한 정보에 대한 기관 내부의 반발에도 불구하고 댐 건설에 대한 환경 허가를 부여했다. 앞서 2009년 10월, 브라질 대학 및 연구소의 독립 전문가와 전문가는 EIA에 대한 보고서를 발표하여 "EIA의 다양한 누락 및 방법론적 불일치"를 발견했다. EIA에서 언급된 문제점 중에는 프로젝트의 불확실한 비용, 산림 파괴, 발전 용량, 온실가스 배출량이 있었으며, 특히 100 km (62 mi) 길이의 "큰 굽이"(Volta Grande)에서 강이 대부분 전환되어 영향을 받는 사람들에 대한 고려가 누락되었다.
IBAMA의 고위 관리인 레오질도 타바자라 다 실바 벤자민과 세바스티앙 쿠스토디오 피레스는 2009년 프로젝트 승인에 대한 고위급 정치적 압력을 이유로 사임했다. 2011년 1월, IBAMA 사장 아벨라르도 아제베도도 사임했다. 이전 사장인 로베르토 메시앙도 2010년 4월에 정부와 환경 단체 양측의 압력 때문이라고 밝히며 사임했다.
브라질 및 전 세계 140개 단체 및 운동 단체는 2010년 브라질 루이스 이나시우 룰라 다 시우바 대통령에게 보낸 서한에서 댐에 대한 환경 허가 부여 결정 과정을 강력히 비난했다.

### 생물 다양성 손실
싱구강의 어류상은 약 600종의 어류 종과 높은 고유성을 보여 매우 풍부하다. 댐으로 인해 건조되거나 수몰되는 지역은 얼룩무늬 플레코(Hypancistrus zebra), 선샤인 플레코(Scobinancistrus aureatus), 날씬한 드워프 파이크 시클리드(Teleocichla centisquama), 킬리피시 Anablepsoides xinguensis 및 Spectrolebias reticulatus, 그리고 싱구 독개구리(Allobates crombiei)와 같은 여러 종의 알려진 전 세계 분포를 포함한다. 댐 비용에 대한 독립적인 전문가 검토는 볼타 그란데를 통한 제안된 흐름이 강이 "종 다양성을 유지할 수 없을 것"을 의미하며 "수백 종의 멸종" 위험을 초래한다고 결론지었다.

### 온실가스 예산
국립 아마존 연구소(INPA)는 벨루몬치-바바콰라 댐 단지가 첫 10년 동안 1,120만 미터톤의 이산화 탄소 등가물을 배출할 것이며, 건설 및 국가 에너지망 연결 동안 추가로 78만 3천 미터톤의 CO
2 등가물이 발생할 것이라고 계산했다. 이 독립 연구는 벨루몬치 댐 단지(현재 폐기된 알타미라 댐 포함)가 화석 연료 에너지에 비해 환경적 지속 가능성을 달성하려면 41년 동안 최적의 에너지 생산이 필요할 온실가스 배출량을 추정한다.
브라질의 댐들은 매년 분지가 채워지면서 물에 잠기는 무성한 정글 때문에 많은 양의 메탄을 방출한다. 탄소는 잎에 갇히고, 이는 메탄생성균의 도움을 받아 무산소적으로 분해되어 탄소를 메탄으로 전환시키는데, 메탄은 이산화탄소보다 더 강력한 온실가스이다. 결과적으로 댐이 작동하는 매년 탄소 배출이 발생한다. 1990년 브라질의 쿠루아-우나 댐에 대한 연구에 따르면, 이 댐은 동일한 양의 전기를 생산하는 석유 발전소보다 이산화탄소 등가물로 3.5배 더 많이 오염시킨다는 사실이 밝혀졌다. 이는 화석 연료 연소와 관련된 CO2 대기 오염 형태가 아니라 더 위험한 메탄 배출의 형태이다. 더욱이, 지역이 침수되기 전에 숲이 개간될 것이므로, 삼림 지역 침수로 인한 CO2 및 메탄 배출량 계산은 상당히 과소평가될 것이다. 또한, 브라질 투쿠루이 댐에 대한 연구는 실제 온실가스 배출량이 공식 계산보다 10배 더 높았으며, 이 댐도 예외가 아니다. 벨루몬치 댐 계산도 의도적으로 현실을 과소평가하고 있으며, 저수지 침수로 인해 비슷한 상황이 발생할 수 있다는 우려가 있다. 만약 댐 건설업자들이 미리 숲을 개간했다면, 그들은 저수지 바닥에서 유기물을 제거했을 것이고, 댐은 온실가스 메탄을 덜 생산했을 것이다. 그러나 투쿠루이의 경우, 경제적으로 필요한 숲만 벌채되었고(물넘이 개방구 근처의 10%), 나머지는 저수지에 침수되도록 그대로 두었다. 계약업자들은 침수 지역의 벌목권을 판매했지만, 침수되기 전에 할당된 짧은 시간 안에 그 땅이 경제적으로 타당하지 않다는 것을 발견했다. 이 숲은 메탄생성을 통해 물 밑에서 부패하면서 많은 양의 온실가스를 생산해 왔다.
한편, 댐에서 향후 50년간 평균 4419MW로 생산될 에너지는 1.14 bboe(10억 배럴 유가환산량)이다. 이는 브라질의 확인된 석유 매장량(12.6 bbl)의 약 9% 또는 러시아의 총 석유 매장량(60 bbl)의 2% 또는 미국의 확인된 석유 매장량(21 bbl)의 5.5%에 해당한다.

## 사회적 영향

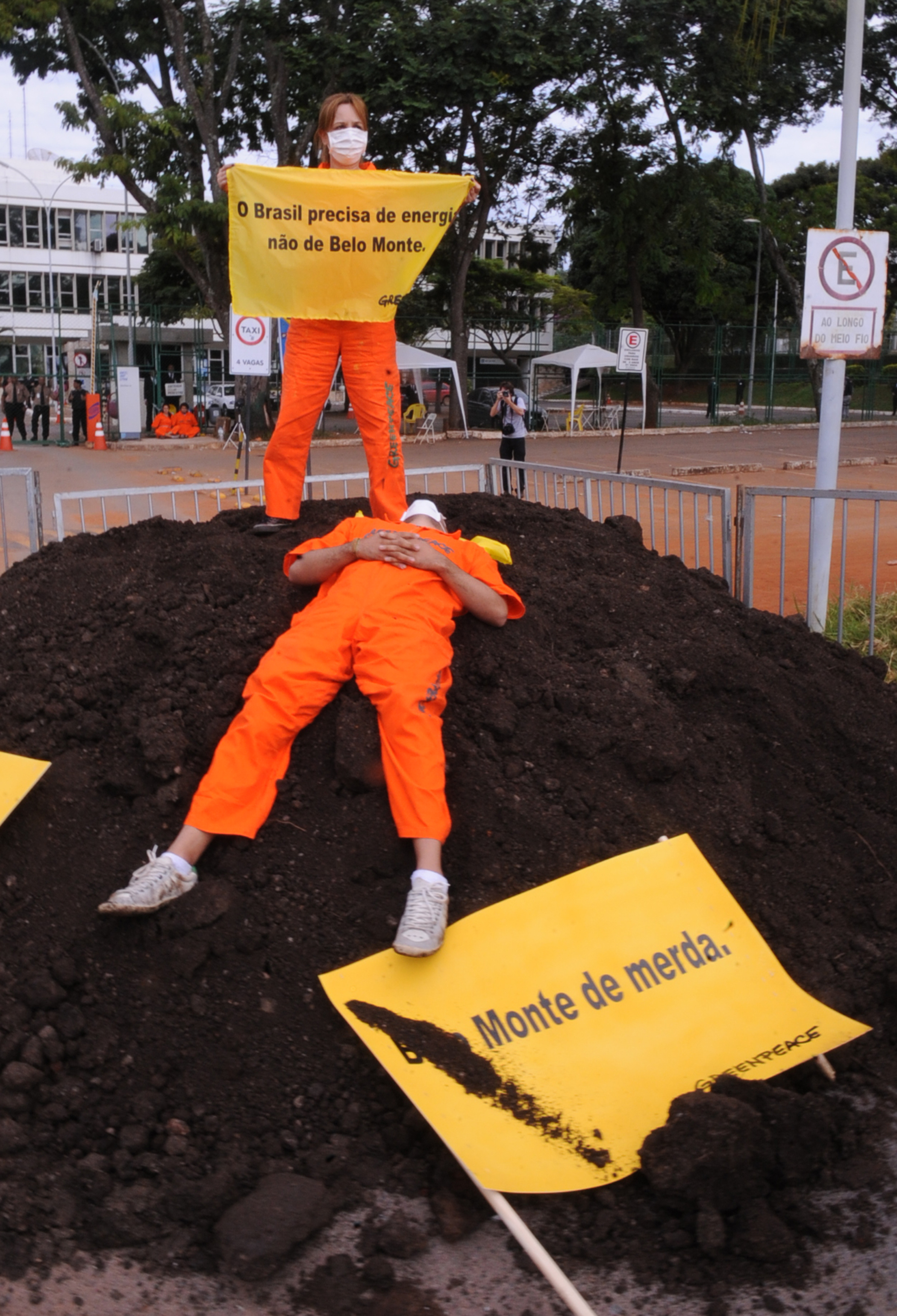
댐에 반대하는 시위대. 표지판은 "아름다운 쓰레기 더미"라고 번역된다.

원주민 지도자들의 강력한 비판에도 불구하고 브라질 EPE 사장은 댐에 대한 대중의 지지를 받고 있다고 주장한다. 2010년 4월 20일 폴랴 데 상파울루 여론 조사에 따르면 댐 찬성률은 52%였다. 댐은 주로 알타미라와 비토리아 두 싱구 지자체에서 20,000명 이상의 주민을 직접적으로 이주시킬 것이다. 폭이 500 미터 (1,600 ft)이고 길이가 12 킬로미터 (7.5 mi)인 두 개의 강 전환 운하가 굴착될 것이다. 이 운하들은 주 댐에서 발전소로 물을 전환할 것이다. 벨루몬치는 총 668 제곱킬로미터 (258 mi2)의 면적을 침수시킬 것이다. 전체 침수 면적 중 400 제곱킬로미터 (150 mi2)는 삼림 지대이다. 강 전환 운하는 "큰 굽이"(Volta Grande)로 알려진 지역에서 강 흐름을 80% 감소시킬 것이며, 이 지역에는 원주민 주루나족과 아라라족, 그리고 16개의 다른 민족 집단이 거주하고 있다. 이 부족들은 저수지 침수로 직접적인 영향을 받지 않아 이주되지 않을 것이지만, 강 전환이 어업, 지하수, 강에서 이동할 수 있는 능력에 부정적인 영향을 미치고 고여 있는 물이 수인성 질병의 환경을 제공하여 비자발적인 이주를 겪을 수 있으며, 이는 환경 영향 평가에서 다루어지지 않았다는 비판을 받고 있다.
저수지 침수로 인해 직접 이주될 20,000명 중 정부는 완화에 필요한 재정착 프로그램을 확인했다. 노르테 에네르지아는 벨루몬치로 인해 영향을 받을 주루나족과 아라라족 원주민 부족으로부터 자유롭고 사전적이며 정보에 입각한 동의를 얻지 못했다. 이 프로젝트는 또한 약 100,000명의 이민자들을 이 지역으로 유인할 것으로 예상된다. 약 18,700개의 직접 일자리가 창출될 것이며, 인구 급증에 따라 25,000개의 간접 일자리가 추가로 창출될 것이다. 그러나 프로젝트 완료 후 직접 일자리의 극히 일부만이 유지될 것이며, 비평가들은 이를 경제적 번영이 아닌 경제 재앙으로 해석하고 있다.
이민자와 건설 노동자의 유입은 또한 집단 간의 사회적 긴장 증가로 이어졌다. 원주민 집단은 공격과 괴롭힘, 그리고 여러 경우에 재산 파괴와 건설 및 (불법) 벌목 활동의 결과로 인한 원주민 사망을 보고했다. 외부 연구원들은 벨루몬치 댐의 에너지 생산량의 대부분이 알루미늄 산업에 할당될 것이며, 이 지역에 거주하는 사람들에게는 이익이 되지 않을 것이라고 지적한다. 그러나 노르테 에네르지아는 이 지역의 사회경제적 발전에 대한 우려를 표명하는 해명 메모를 발표했으며, 다양한 문제에 37억 헤알(13억 파운드)을 투자하겠다고 약속했다.

### IBAMA 보고서
IBAMA의 환경영향평가는 다음과 같은 잠재적 영향을 나열했다.
- 지역 주민과 원주민의 미래에 대한 기대감 생성;
- 인구 증가 및 무분별한 토지 점유;
- 서비스 및 상품 필요성 증가, 일자리 수요 증가;
- 인구 이동으로 인한 주택 및 경제 활동 손실;
- 지역 접근성 향상;
- 댐 건설을 위한 지원 및 주요 구조물 설치로 인한 경관 변화;
- 지역 내 고고학 유산 손상;
- 그라부라 아수리니 피난처의 영구 침수;

그러나 브라질 당국은 환경 재설계와 지역의 인프라 개발을 위해 고려된 보장된 사회 경제적 이점이 예상되는 환경 피해보다 크다고 판단하는 해명 자료를 발표했다. 프로젝트 시작부터 많은 환경 및 인권 단체들이 벨루몬치 댐 건설에 반대하며 시위를 벌여왔다. 2012년 8월 14일, 브라질 연방 법원은 정부의 댐 승인이 위헌이라는 이유로 벨루몬치 댐 건설을 중단시켰다. 정부는 2005년에 건설 허가를 내기 전에 댐의 영향을 받는 원주민 공동체와 헌법상 필요한 협의를 하지 않았다. 이는 브라질 법과 국제 인권에 위배된다. 그러나 벨루몬치 댐 건설을 맡은 노르테 에네르지아는 대법원에 항소할 가능성이 있다.

### 인권 문제
브라질 정부의 영향을 받는 원주민 집단에 대한 태도와 대우는 국제적으로 강력하게 비판받고 있다. 유엔 인권 이사회는 브라질의 부주의한 건설 방식에 대해 비난하는 성명을 발표했으며, 국제 노동 기구(ILO) 또한 브라질 국가가 ILO 협약(특히 원주민 및 부족민 협약, 1989 제169호)을 위반했다고 지적했다. – 비록 국제 집행 메커니즘이 부족하고, 브라질 법원이 브라질이 비준한 협약의 구속력 있는 원칙을 적용해야 할 것이다. 원주민 집단은 이러한 사건에 대한 정부의 조치에 의문을 제기했지만, 인권 특별 비서관 마리아 두 로사리오 누네스에 의해 인권 침해 혐의에 관한 여러 부분이 제외된 CDDPH(인간 권리 옹호 위원회)의 2011년 5월 싱구 미션 보고서에서 나타났듯이 그들의 상황은 당국에 의해 계속 무시되고 있다.

## 같이 보기
- 발전원별 전기 생산 단가
- 브라질의 삼림 벌채 § 수력 발전 댐
- 브라질의 에너지 정책
- 브라질의 전력 부문
- 수력 발전
- 간헐적 에너지원
- 브라질의 발전소 목록
- 라오니 추장
- 싱구-에스트레이투 HVDC 송전선
- 싱구-리우 HVDC 송전선

## 내용주
1. ↑  “Contrato de concessão №01/2010-mme-UHE Belo Monte” [Concession Contract № 01/2010 Belo Monte Dam] (PDF) (포르투갈어). ANEEL. 2010. 2011년 7월 6일에 원본 문서 (PDF)에서 보존된 문서. 2011년 3월 7일에 확인함.
2. ↑  “Hydropower made up 66% of Brazil's electricity generation in 2020”. 《www.eia.gov》 (영어). 2023년 11월 15일에 확인함.
3. ↑  VIEIRA, Isabel (2011). "Diretora do Ibama diz que licença para Belo Monte teve por base cinco pareceres técnicos"  보관됨 31 12월 2012 - archive.today|language= Portuguese. Agência Brasil, 31 January 2011
4. ↑  RIMA (2009). "Relatório de Impacto Ambiental do Aproveitamento Hidrelétrico Belo Monte" 보관됨 3 3월 2016 - 웨이백 머신. Eletrobrás. May/2009.
5. ↑  “Dilma inaugura usina hidrelétrica de Belo Monte — Portal Brasil”. 2016년 7월 16일에 원본 문서에서 보존된 문서. 2016년 7월 29일에 확인함.
6. ↑  “A história de Belo Monte – Cronologia”. 《Norte Energia》 (브라질 포르투갈어). 2019년 4월 4일에 원본 문서에서 보존된 문서. 2019년 5월 16일에 확인함.
7. ↑  “Brazil unveils world's fourth biggest hydropower plant”. 《Agência Brasil》 (영어). 2019년 11월 28일. 2020년 4월 25일에 확인함.
8. 1 2  “AHE Belo Monte – Evolucado Dos Estudos” (포르투갈어). Eletrobras. 2011년 3월 7일에 확인함.
9. 1 2 3 4 5 6  Fearnside, Phillip M. (2006년 1월 12일). 《Dams in the Amazon: Belo Monte and Brazil's Hydroelectric Development of the Xingu River Basin》 (PDF). 《Environmental Management》 38. 16–27쪽. Bibcode:2006EnMan..38...16F. doi:10.1007/s00267-005-0113-6. PMID 16738820. S2CID 11513197. 2016년 1월 20일에 원본 문서 (PDF)에서 보존된 문서. 2011년 3월 7일에 확인함.
10. 1 2  
Sevá, Oswaldo (2005년 5월 1일). “Tenotã–mõ Executive Summary”. 국제하천연맹. 2010년 12월 27일에 원본 문서에서 보존된 문서. 2010년 10월 24일에 확인함.
11. ↑  
카를로스 알베르토 데 모야 피게이라 네토; 헬리오 코스타 데 바루스 프랑코; 파울루 페르난도 비에이라 소토 레젠데 (2007). “AHE Belo Monte Evolução dos Estudos” [벨루몬치 댐 진화 연구] (포르투갈어). 일레트로브라스. 2010년 11월 11일에 확인함.
12. ↑  
“Belo Monte” (포르투갈어). 일레트로브라스. 2010년 11월 11일에 확인함.
13. ↑  “카야포”. BBC. 2008. 2010년 12월 3일에 원본 문서에서 보존된 문서. 2010년 10월 27일에 확인함.
14. ↑  
더피, 게리 (2010년 2월 2일). “브라질, 벨루몬치 댐 환경 허가 부여”. 《BBC 뉴스》. 2010년 12월 2일에 원본 문서에서 보존된 문서. 2010년 10월 24일에 확인함.
15. ↑  스트레인지, 한나 (2010년 2월 2일). “브라질, 아마존 열대우림 댐 승인에 분노”. 《더 타임스》 (런던). 2011년 6월 29일에 원본 문서에서 보존된 문서. 2010년 10월 24일에 확인함.
16. ↑  휘틀리, 조나단 (2010년 4월 19일). “브라질, 아마존 전력 계획 추진”. 《파이낸셜 타임스》. 2010년 9월 11일에 원본 문서에서 보존된 문서. 2010년 10월 24일에 확인함.
17. ↑  Craide, Sabrina (2010년 4월 27일). “Brazil's Big Contractors Looking for a Bigger Slice of Belo Monte's Action”. Brazzil Mag. 2010년 11월 21일에 원본 문서에서 보존된 문서. 2011년 3월 7일에 확인함.
18. ↑  Phillips, Tom (2010년 4월 21일). “Awarding of Brazilian dam contract prompts warning of bloodshed”. 런던: 가디언 UK. 2016년 1월 20일에 원본 문서에서 보존된 문서. 2011년 3월 9일에 확인함.
19. 1 2 3 4 5 6 7  “벨루몬치 댐을 둘러싼 줄다리기”. 《라틴 비즈니스 연대기》. 2011년 2월 28일. 2011년 5월 20일에 원본 문서에서 보존된 문서. 2011년 3월 9일에 확인함.
20. ↑  Phillips, Tom (2010년 4월 18일). “Avatar director James Cameron joins Amazon tribe's fight to halt giant dam”. 런던: 가디언 UK. 2011년 4월 12일에 원본 문서에서 보존된 문서. 2011년 3월 9일에 확인함.
21. ↑  “벨루몬치 경매 및 허가 중단” [법원, 벨루몬치 댐 허가 경매 중단]. 《UOL 뉴스》 (포르투갈어). 2010년 4월 14일. 2011년 7월 6일에 원본 문서에서 보존된 문서. 2011년 3월 7일에 확인함.
22. ↑  
“TRF, 벨루몬치 발전소 경매 승인” [TRF에서 벨루몬치 발전소 경매 승인] (포르투갈어). Tribunal Regional Federal da Primeira Região. 2010년 4월 16일. 2011년 7월 6일에 원본 문서에서 보존된 문서. 2011년 2월 26일에 확인함.
23. ↑  “권고 의견 95/2010” [권고 95/2010] (PDF). 《파라 연방 공공 검찰청》 (포르투갈어). 국제하천연맹. 2010. 2011년 7월 26일에 원본 문서 (PDF)에서 보존된 문서. 2010년 11월 11일에 확인함.
24. ↑  “브라질: 벨루몬치에 반대함에도 불구하고 FUNAI는 작업에 동의를 표하다”. 《원주민 문제 및 자원》. 2011년 7월 13일에 원본 문서에서 보존된 문서. 2011년 2월 26일에 확인함.
25. 1 2  바레투, 엘지오 (2011년 1월 26일). “브라질, 17억 달러 아마존 댐 건설 승인”. 《로이터》. 2011년 12월 22일에 원본 문서에서 보존된 문서. 2011년 3월 9일에 확인함.
26. 1 2 3  “[[알스톰]], 브라질 벨루몬치 수력 프로젝트에 장비 공급”. 《HydroWorld.com》. 펜웰 코퍼레이션. 2011년 2월 9일. 2011년 7월 12일에 원본 문서에서 보존된 문서. 2011년 2월 26일에 확인함. URL과 위키 링크가 충돌함 (도움말)
27. ↑  바리오누에보, 알렉세이 (2011년 6월 1일). “브라질, 긴 싸움 끝에 아마존 댐 승인”. 《더 뉴욕 타임스》. 2011년 10월 1일에 원본 문서에서 보존된 문서. 2011년 6월 3일에 확인함.
28. ↑  브룩스, 브래들리 (2011년 6월 1일). “브라질, 아마존 댐 건설 허가”. 《블룸버그 비즈니스위크》. 2012년 11월 2일에 원본 문서에서 보존된 문서. 2011년 6월 3일에 확인함.
29. 1 2  고이, 레오 (2011년 2월 26일). “브라질 법원, 대규모 아마존 댐 건설 중단 명령”. 《로이터》. 2011년 3월 3일에 원본 문서에서 보존된 문서. 2011년 3월 7일에 확인함.
30. 1 2 3  팔론, 에이미 (2011년 2월 26일). “브라질 판사, 벨루몬치 댐 건설 계획 저지”. 《더 가디언》 (UK). 2013년 9월 21일에 원본 문서에서 보존된 문서. 2011년 2월 27일에 확인함.
31. ↑  “브라질 법원, 아마존 댐 중단”. 알자지라. 2011년 2월 26일. 2011년 2월 28일에 원본 문서에서 보존된 문서. 2011년 2월 27일에 확인함.
32. ↑  “아마존 댐 건설 브라질에서 중단”. 《말레이시아 선》. 2011년 2월 26일. 2011년 3월 2일에 원본 문서에서 보존된 문서. 2011년 3월 7일에 확인함.
33. ↑  “브라질 판사, 아마존 벨루몬치 댐 저지”. 《BBC 뉴스》. 2011년 2월 26일. 2011년 2월 26일에 원본 문서에서 보존된 문서. 2011년 2월 27일에 확인함.
34. ↑  “브라질 법원, 아마존 몬테벨루 댐 중단 판결 뒤집어”. 《BBC 뉴스》. 2011년 3월 3일. 2011년 3월 5일에 원본 문서에서 보존된 문서. 2011년 3월 5일에 확인함.
35. ↑  “인권 및 환경 법규 위반에도 불구하고 벌채 및 댐 건설 시작 허용 결정” (보도 자료). 아마존 워치. 2011년 3월 5일. 2011년 3월 15일에 원본 문서에서 보존된 문서. 2011년 3월 6일에 확인함.
36. ↑  필립스, 톰 (2011년 3월 10일). “벨루몬치 수력 발전 댐 건설 작업 시작”. 런던: 가디언 UK. 2013년 9월 21일에 원본 문서에서 보존된 문서. 2011년 4월 2일에 확인함.
37. ↑  “브라질 판사, 벨루몬치 아마존 댐 작업 중단 명령”. 《BBC 뉴스》. 2011년 9월 28일. 2011년 9월 29일에 원본 문서에서 보존된 문서. 2011년 9월 29일에 확인함.
38. ↑  “브라질 법원, 11억 달러 메가 댐 작업 중단 명령”. AFP 통신. 2011년 9월 28일. 2011년 10월 1일에 원본 문서에서 보존된 문서. 2011년 9월 29일에 확인함.
39. ↑  “브라질 법원, 아마존 댐 건설 중단 거부”. AFP 통신. 2011년 11월 9일. 2012년 6월 7일에 원본 문서에서 보존된 문서. 2011년 12월 6일에 확인함.
40. ↑  Dow Jones Newswires (26 April 2012). "Brazilian Judge rules Belo Monte work stoppage illegal" (http://www.foxbusiness.com/news/2012/04/26/brazilian-judge-rules-belo-monte-work-stoppage-illegal). Retrieved 5 May 2012
41. ↑  와츠, 조나단 (2012년 8월 16일). “브라질 법원, 벨루몬치 댐 건설 중단 명령”. 런던: 가디언 UK. 2014년 8월 4일에 원본 문서에서 보존된 문서. 2012년 8월 24일에 확인함.
42. ↑  “브라질 대법원, 아마존 열대우림의 거대 댐 공사 재개 명령”. 《더 워싱턴 포스트》. 2012년 8월 28일. 2012년 8월 30일에 확인함.
43. ↑  “속보: 브라질 법원, 11.2GW 벨루몬치 수력 발전소 운영 허가 복원”. 하이드로월드. 2016년 1월 27일. 2016년 5월 27일에 원본 문서에서 보존된 문서. 2016년 2월 19일에 확인함.
44. 1 2 3  “벨루몬치 수력 발전 단지 (기술 세부 사항)” (포르투갈어). In the.zip file, see the file: Volume III Anexos\FICHA_TECNICA\Ficha_Tecnica_BMonte.pdf: 일레트로브라스. 2011년 3월 6일에 확인함.
45. 1 2  “전문가 패널, 벨루몬치 댐 타당성 평가” (PDF). 서바이벌 인터내셔널. October 2009. 2011년 6월 15일에 원본 문서 (PDF)에서 보존된 문서. 2011년 3월 6일에 확인함.
46. ↑  “AHE 벨루몬치” (포르투갈어). 일레트로노르테. 14쪽. 2012년 11월 12일에 원본 문서에서 보존된 문서. 2011년 3월 6일에 확인함.
47. 1 2  와츠, 조나단 (2019년 11월 8일). “형편없이 계획된 아마존 댐 프로젝트 '생명에 심각한 위협'”. 《더 가디언》. 2019년 11월 9일에 확인함.
48. ↑  “IMPSA, 브라질 벨루몬치 수력 발전소에 4억 5천만 달러 계약 체결”. 펜웰 코퍼레이션. 2011년 2월 21일. 2011년 7월 15일에 원본 문서에서 보존된 문서. 2011년 2월 26일에 확인함.
49. ↑  
“안드리츠, 벨루몬치 수력 발전소에 주요 장비 공급” (보도 자료). 안드리츠 AG. 2011년 2월 14일. 2011년 2월 26일에 확인함.
50. ↑  코로나도 안투네스, 발터 (July 2010). 《벨루몬치 수력 발전소 승인에 대한 비판》 [벨루몬치 수력 발전소 승인에 대한 비평가들] (PDF). 《Instituto de Engenharia 저널》 (포르투갈어) (Instituto de Engenharia (브라질 공학 연구소)). 8–9쪽. 2010년 11월 26일에 원본 문서 (PDF)에서 보존된 문서. 2011년 2월 27일에 확인함.
51. ↑  허위츠, 재커리 (2010년 8월 20일). “벨루몬치, "브라질 역사상 최악의 엔지니어링 프로젝트"”. 국제하천연맹. 2010년 12월 27일에 원본 문서에서 보존된 문서. 2011년 2월 27일에 확인함.
52. ↑  “풍력: 용량 계수, 간헐성, 그리고 바람이 불지 않을 때 무슨 일이 일어나는가?” (PDF). 매사추세츠 대학교 애머스트 캠퍼스: 재생 에너지 연구소. 1쪽. 2008년 10월 1일에 원본 문서 (PDF)에서 보존된 문서. 2011년 3월 9일에 확인함.
53. 1 2  “브라질 정부, '소수'만이 벨루몬치 댐에 반대한다고 주장”. 런던: 가디언 UK. 2011년 2월 18일. 2013년 9월 21일에 원본 문서에서 보존된 문서. 2011년 3월 9일에 확인함.
54. ↑  “벨루몬치 댐 (브라질 : 2004-2006)”. 보존 전략 기금. 2007년 9월 28일에 원본 문서에서 보존된 문서. 2007년 5월 13일에 확인함.
55. ↑  밀리컨, 브렌트 (2010년 6월 16일). “벨루몬치 컨소시엄에 민간 부문 부족, 재정적 위험에 대한 투자자 우려 신호”. 국제하천연맹. 2010년 12월 28일에 원본 문서에서 보존된 문서. 2011년 2월 26일에 확인함.
56. ↑  
“한젠후이(sepco1)”. 《페이스북》. 벨루몬치 프로젝트 건설에 참여하게 되어 영광입니다. 우리는 전체 프로젝트의 1, 2, 5 부분을 담당하며 총 길이는 780km입니다. 우리는 작업 품질을 보장하기 위해 많은 자원을 건설에 투입했습니다. 프로젝트가 가장 바빴던 시기에는 3000명 이상의 노동자와 400대의 기계가 가동되었습니다. 리진창(주 브라질 중국 대사): 초고압 송전 기술은 건설 및 운영 과정에서 그 강점을 보여주었습니다. 높은 전송 효율성과 적은 양의 폐기물로 이 프로젝트는 브라질의 송전망을 재구성하고 주변 지역의 발전을 촉진할 것입니다.
57. ↑  “벨루몬치 수력 프로젝트 컨소시엄에 18개 파트너 포함 예정”. 《RenewableEnergyWorld.com》. 2010년 7월 16일. 2011년 7월 15일에 원본 문서에서 보존된 문서. 2011년 2월 26일에 확인함.
58. ↑  ARCADIS (3 April 2012). "ARCADIS wins large contract for Belo Monte Hydroelectric Power Plant in Brazil" (http://www.arcadis.com/press/ARCADIS_WINS_LARGE_CONTRACT_FOR_BELO_MONTE_HYDROELECTRIC_POWER_PLANT_IN_BRAZIL.aspx#03.04.2012_ARCADISWINSLARGECONTRACTFORBELOMONT 보관됨 8 6월 2012 - 웨이백 머신). Retrieved 5 May 2012
59. ↑  “벨루몬치 댐”. 아마존 워치. 2007년 6월 7일에 원본 문서에서 보존된 문서. 2007년 5월 13일에 확인함.
60. ↑  “벨루몬치 댐 | 보존 전략 기금”. 보존 전략 기금. 2009년 3월 19일. 2011년 10월 7일에 원본 문서에서 보존된 문서. 2010년 10월 27일에 확인함.
61. ↑  "Incentivos federais chegam a 1/3 do valor de Belo Monte," “연방 인센티브, 벨루몬치 가치의 1/3에 달하다 - 테라”. 2011년 7월 6일에 원본 문서에서 보존된 문서. 2010년 4월 20일에 확인함.
62. ↑  To download the report, see WWF-Brazil and Greenpeace, http://www.climatesolver.org/source.php?id=1252339
63. ↑  Governo criará "monstro", diz ex-diretor da Aneel http://clippingmp.planejamento.gov.br/cadastros/noticias/2010/4/24/governo-criara-monstro-diz-ex-diretor-da-aneel
64. ↑  de Castro, Nivalde J., da Silva Leite, André L., and de A. Dantas, Guilherme (June 2012). "Análise comparativa entre Belo Monte e empreendimentos alternativos: impactos ambientais e competitividade econômica"  ( 보관됨 24 12월 2013 - 웨이백 머신. Texto de Discussão do Setor Elétrico n.º 35, Rio de Janeiro (in Portuguese) (PDF). Retrieved 5 May 2012.
65. ↑  ISRIA (2011). "Study shows that Belo Monte is the cheapest and cleanest alternative for power generation"  보관됨 24 12월 2013 - 웨이백 머신. (PDF) Retrieved 29 December 2012.
66. ↑  다우니, 앤드루 (2010년 4월 22일). “지구의 날 좌절, 브라질, 아마존 일부를 침수시킬 댐 승인”. 《크리스천 사이언스 모니터》. 2011년 1월 30일에 원본 문서에서 보존된 문서. 2011년 1월 24일에 확인함.
67. ↑  “(로이터) - 브라질은 아마존 지역에 대규모 수력 발전 댐을 계획하고 있으며, 이는 환경적 영향과 주민 이주 문제로 논란을 불러일으켰다.”. 《로이터》. 2010년 4월 20일. 2011년 1월 24일에 확인함.
68. 1 2  “양허 계약 번호 01/2010-mme-벨루몬치 발전소” [양허 계약 번호 01/2010 벨루몬치 댐] (PDF) (포르투갈어). ANEEL. 2010. 2011년 7월 6일에 원본 문서 (PDF)에서 보존된 문서. 2011년 3월 7일에 확인함.
69. ↑  더피, 게리 (2010년 2월 2일). “브라질, 벨루몬치 댐 환경 허가 부여”. BBC. 2010년 2월 2일에 원본 문서에서 보존된 문서. 2010년 2월 2일에 확인함.
70. 1 2 3 4 5  “벨루몬치 댐의 요약 및 역사: 열대우림 재단” (PDF). 벨루몬치 댐의 요약 및 역사: 열대우림 재단. 2011년 1월 6일에 원본 문서 (PDF)에서 보존된 문서. 2011년 3월 9일에 확인함.
71. ↑  “브라질은 부끄럽다: 아마존 거대 댐 프로젝트 벨루몬치 중단”. 헌팅턴 뉴스 네트워크. 2010년 3월 11일. 2010년 3월 14일에 원본 문서에서 보존된 문서. 2011년 3월 7일에 확인함.
72. ↑  “보관된 사본” (PDF). 2010년 4월 15일에 원본 문서 (PDF)에서 보존된 문서. 2010년 3월 18일에 확인함.
73. ↑  Camargo M., GiarrizzoT. & Isaac V. (2004). "Review of the geographic distribution of fish fauna of the Xingu river basin, Brazil". Ecotropica 10: 123-147. PDF 보관됨 9 4월 2011 - 웨이백 머신.
74. 1 2  피언사이드, 필립 M. (2010년 2월 28일). 《파라 연방 대학교 정기 간행물》. 《노보스 카데르노스 NAEA》 12. doi:10.5801/ncn.v12i2.315. 2010년 6월 30일에 원본 문서에서 보존된 문서. 2010년 3월 9일에 확인함.
75. ↑  “수력 발전의 더러운 비밀이 드러나다”. 2015년 7월 10일에 원본 문서에서 보존된 문서. 2017년 8월 24일에 확인함.
76. ↑  Fearnside, Phillip M. (2006). "Mitigation of Climate Change in the Amazon."(http://philip.inpa.gov.br/publ_livres/mss%20and%20in%20press/laurance-peres%20book%20ms.pdf 보관됨 7 1월 2010 - 웨이백 머신) Book chapter in: W.F. Laurance and C.A. Peres (eds.), Emerging Threats to Tropical Forests. Chicago: University of Chicago Press. Retrieved 5 May 2012.
77. ↑  Fearnside, Phillip M. (1995). "Hydroelectric dams in the Brazilian Amazon as sources of greenhouse gases" (http://journals.cambridge.org/action/displayAbstract?fromPage=online&aid=5935732 보관됨 5 3월 2016 - 웨이백 머신). Environmental Conservation 22 (1):7-19. Retrieved 5 May 2012.
78. ↑  
“미국 에너지 정보국, 브라질 에너지 데이터”. 2012년 7월 31일에 원본 문서에서 보존된 문서. 2011년 1월 18일에 확인함.
79. ↑  “미국 에너지 정보국, 러시아 에너지 데이터”. 2010년 12월 28일에 원본 문서에서 보존된 문서. 2011년 1월 18일에 확인함.
80. ↑  “미국 에너지 정보국, 미국 원유 확인 매장량”. 2010년 8월 5일에 원본 문서에서 보존된 문서. 2011년 1월 18일에 확인함.
81. ↑  엘리존도, 가브리엘 (2012년 1월 20일). “Q&A: 브라질 최대 댐을 둘러싼 싸움”. 알자지라. 2014년 1월 29일에 원본 문서에서 보존된 문서. 2014년 3월 5일에 확인함.
82. ↑  “유엔 특별 보고관 제임스 아나야 보고서 | 제임스 아나야” (PDF). 2016년 1월 18일에 원본 문서 (PDF)에서 보존된 문서. 2010년 11월 11일에 확인함.
83. ↑  Phillips, Tom (15 February 2012). "Amazon defenders face death or exile" (http://raoni.com/news-283.php 보관됨 24 6월 2012 - 웨이백 머신). Retrieved 5 May 2012
84. ↑  Watson, Fiona (10 January 2012). "Loggers invade tribal home of Amazon Indian child 'burned alive'" (http://www.survivalinternational.org/news/8006 보관됨 16 6월 2012 - 웨이백 머신). Retrieved 5 May 2012.
85. ↑  Vilela d’Elia, André (27 February 2012). "Kapot Nhinore, o território ameaçado do Raoni e do povo Kayapó" (http://www.raoni.com/atualidade-290.php 보관됨 3 12월 2012 - 웨이백 머신). (in Portuguese) Retrieved 5 May 2012.
86. ↑  Norte Energia S.A. (14 September 2011). "Clarification note: The Guardian" (http://en.norteenergiasa.com.br/2011/09/14/clarification-note-the-guardian/ 보관됨 1 1월 2012 - 웨이백 머신). Retrieved 5 May 2012.
87. ↑  IBAMA (1 June 2011). "Ibama autoriza a instalação da Usina de Belo Monte" (http://www.ibama.gov.br/publicadas/ibama-autoriza-a-instalacao-da-usina-de-belo-monte 보관됨 22 2월 2012 - 웨이백 머신). (in Portuguese) Retrieved 5 May 2012.
88. ↑  “브라질 연방 법원, 벨루몬치 건설 중단”. 《www.adr.com》. 2012년 12월 17일에 원본 문서에서 보존된 문서. 2022년 1월 26일에 확인함.
89. ↑  와츠, 조나단 (2012년 8월 16일). “브라질 법원, 벨루몬치 댐 건설 중단”. 《더 가디언》 (런던). 2016년 3월 14일에 원본 문서에서 보존된 문서. 2016년 12월 11일에 확인함.
90. ↑  Instituto Raoni (13 March 2012). "Violações dos direitos indigenas: o Conselho de Direitos Humanos da ONU Publica nossa declaração" (http://raoni.com/atualidade-298.php 보관됨 3 12월 2012 - 웨이백 머신). (in Portuguese). Retrieved 5 May 2012.
91. ↑  International Labour Organization (27 June 1989). "C169 Indigenous and Tribal Peoples Convention, 1989" (). Retrieved 5 May 2012.
92. ↑  Instituto Raoni (22 March 2012). "Carta aberta à Presidenta Dilma e à sociedade brasileira" (http://www.raoni.com/atualidade-307.php 보관됨 2 12월 2012 - 웨이백 머신). (in Portuguese). Retrieved 5 May 2012.
93. ↑  Conselho de Defesa dos Direitos da Pessoa Humana (24 May 2011). "Relatório de impressões sobre as violações dos direitos humanos na região conhecida como "Terra do Meio" no Estado do Pará" (http://www.xinguvivo.org.br/wp-content/uploads/2012/03/Relat%C3%B3rio-CDDPH.pdf 보관됨 9 11월 2018 - 웨이백 머신). (In Portuguese) (PDF) Retrieved 5 May 2012.
94. ↑  Glass, Verena (25 March 2012). "Entidades pedem missão do CDDPH para apurar violações de direitos humanos por Belo Monte" (http://raoni.com/actualites-311.php 보관됨 5 3월 2016 - 웨이백 머신). (in Portuguese). Retrieved 5 May 2012.